# Podarcis carbonelli
Podarcis carbonelli Pérez Mellado, 1981, dal greco antico  ποδάρκης  (podarcis = piè veloce), è un rettile della famiglia Lacertidae, endemico della penisola iberica.

## Biologia

### Riproduzione
È una specie ovipara: si riproduce da una a tre volte l'anno, deponendo da una a cinque uova.

## Distribuzione e habitat

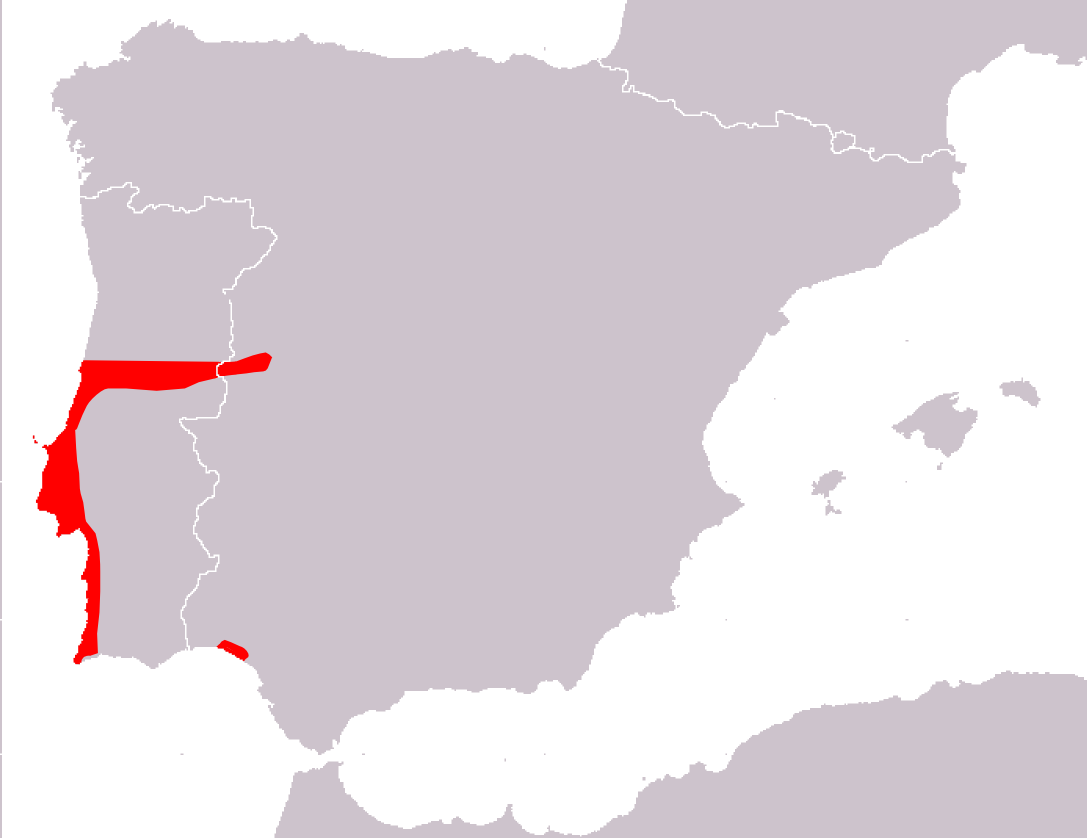
Areale di P. carbonelli

P. carbonelli è diffusa nelle zone occidentali e centrali del Portogallo. Nelle prime, la popolazione è molto frammentata e sembra essersi diffusa in pianura, dove trova rifugio esclusivamente tra le dune di sabbia. Diversa è la popolazione delle zone centrali, che appare più compatta, specialmente nella città di Aveiro, e preferisce i territori di alta quota, superiori ai 500 metri e costituiti principalmente da foreste di querce.
Nell'arcipelago di Berlengas, vive la sottospecie P. b. berlengensis.
P. carbonelli è stata segnalata anche nei versanti nord delle montagne situate al centro della Spagna, ad altitudini molto elevate: a partire dai 500 m, fino ai 1.200 m di altezza. Inoltre, la si ritrova nelle pianure del Parco nazionale di Doñana.

## Tassonomia
Inizialmente, P. carbonelli era considerata una sottospecie di P. bocagei, ma in seguito, sono state notate delle differenze nei geni ed è stata, così, classificata come una specie a sé stante.
Sono state riconosciute due sottospecie:
- Podarcis carbonelli carbonelli Pérez Mellado, 1981
- Podarcis carbonelli berlengensis Vicente, 1985

## Conservazione
Per la ristrettezza del suo areale (inferiore ai 5.000 km²) è classificata dalla IUCN Red List come specie in pericolo (Endagered).
I cambiamenti climatici, gli incendi e la costruzione di strutture a fini turistici, sono alcune delle principali minacce all'habitat, soprattutto per gli esemplari che popolano le zone meridionali della penisola iberica, il cui numero complessivo è molto basso e continuamente in calo.
Nelle aree centrali, l'habitat di P. carbonelli è minacciato soprattutto a causa delle piantagioni di pini. Una parte delle popolazioni della regione centrale, vive protetta in parchi nazionali.